# ノコヘリハコヨコクビガメ
ノコヘリハコヨコクビガメ (Pelusios sinuatus) は、爬虫綱カメ目アフリカヨコクビガメ科ハコヨコクビガメ属に分類されるカメ。

## 分布
エスワティニ、エチオピア南部、コンゴ民主共和国東部（キブ湖およびタンガニーカ湖周辺）、ケニア、ジンバブエ、ソマリア南部、タンザニア、ボツワナ東部、南アフリカ共和国北東部、モザンビーク、ルワンダ
模式標本の産地（基準産地・タイプ産地・模式産地）は、南アフリカ共和国。

## 形態
最大甲長46.5センチメートルで、ハコヨコクビガメ属だけではなくアフリカヨコクビガメ科最大種。オスよりもメスの方が大型になり、オスは甲長35センチメートル・体重4.5キログラムには達しない。背甲は上から見ると、後方で幅が広くなる細長い卵型。孵化直後からある甲板（初生甲板）やその痕跡・成長輪が老齢個体を除いて明瞭に残り、甲板の表面には放射状の皺が入る。第2 - 4椎甲板が、大型個体では浅く凹む。後部縁甲板の外縁が尖り、成長に伴い不明瞭になるものの大型個体でも突起が残ることもある。種小名sinuatusは「鋸歯状の、鋸歯のある」の意で、縁甲板後部の突起に由来する。和名や英名（serrated=鋸歯状の）も同義。背甲の色彩は、黒や暗灰色。背甲と腹甲の境目（橋）には、脇の下の近くに小型だが明瞭な甲板（腋下甲板）がある。腹甲は大型で幅広く、左右の肛甲板の間に深い切れこみが入る。腹甲の色彩は黄色や黄褐色だが、まれに暗色斑が点在する個体もいる。腹甲の外縁は黒い。
頭部は大型で、やや厚みがある。上顎の吻端はやや突出し、先端が凹み二股に分かれる。喉には2本の髭状突起がある。北部個体群の頭部の色彩は黄灰色や暗灰色・オリーブ色で、不規則な暗色斑が入る。顎を覆う角質の鞘（嘴）や喉の色彩は黄色や黄褐色で斑紋が入らないか不明瞭な斑紋が入る。南部個体群の頭部の色彩は暗褐色で、黄色や黄褐色の虫食い状の斑紋が入る。嘴や喉の色彩は頭部と同じか、やや灰色がかる。中部個体群は北部個体群と同様か、南北の中間型がみられるとされる。頸部や四肢・尾の色彩は灰色や暗灰色・濃オリーブ色。
卵は長径4.2 - 4.5センチメートル、短径2.4 - 2.6センチメートル。幼体の背甲の色彩は褐色やオリーブ色。椎甲板には筋状の盛り上がり（キール）があるが、第5椎甲板を除いて椎甲板後部に瘤状のキールを残し消失する個体が多い（老齢個体では完全に消失することもある）。幼体やオスの成体の背甲は扁平だが、メスの成体の背甲は頂部は平坦なものの分厚い。

## 生態
垂直分布は海岸線に近い低地から、ブルンジやルワンダでは標高2,000メートルの高地にかけて生息する。温暖湿潤気候・西岸海洋性気候・ステップ気候などといった様々な気候区分の地域に生息するが、主にサバナ気候の地域に生息する。乾季になっても干上がらない流れの緩やかな大型河川や湖沼などに生息するが、雨季になると氾濫原でみられることもある。
食性は動物食傾向の強い雑食で、昆虫、巻貝、ミミズ、魚類、両生類、動物の死骸、落果、水生植物などを食べる。水場を訪れた哺乳類に群がり、体表にいるダニを食べることもある。
繁殖様式は卵生。北部個体群は7月ごろに産卵を開始し、南部個体群は10月から翌1月（環境によっては4月まで）に産卵する。水場から離れた場所に深い穴を掘り、1回に7 - 25個の卵を産む。卵は32 - 34℃の環境下で、48日で孵化した例がある。

## 人間との関係
生息地では食用とされることもある。
ペットとして飼育されることがあり、日本にも輸入されている。野生個体だけでなく、欧米からの飼育下繁殖個体も流通する。飼育は難しくないのだが、大型種のため大型のケージが用意できない限り一般家庭での飼育には向かない。大型の野生個体は偏食することもあるが、多くの個体は配合飼料も含めて餌付きは良い。